# Michi (gato)
Michi (fl. 2016-2018), también conocido como Embassy Cat («gato de la Embajada»), fue el gato mascota de Julian Assange desde mayo de 2016 hasta noviembre de 2018, cuando supuestamente regaló el gato, o hasta abril de 2019, cuando fue desalojado de la embajada de Ecuador.

## Origen
Assange obtuvo el gato en 2016, supuestamente como regalo de sus hijos. Esto ha sido discutido, y The New Yorker citó a un amigo de Assange que dijo: «Julian miró fijamente al gato durante aproximadamente media hora, tratando de descubrir cómo podría ser útil, y luego se le ocurrió esto: Sí, digamos que es de mis hijos. Por un tiempo dijo que no tenía nombre porque había un concurso en Ecuador, con escolares, de cómo llamarlo. Todo es relaciones públicas, todo».
El nombre del gato, «Michi», en quichua significa «gato», pero era más conocido por su nombre en Twitter «Embassy Cat» («gato de la Embajada»), además de ser llamado ocasionalmente «James» o «Cat-stro», este último por el revolucionario cubano Fidel Castro.

## Redes
Bajo el apodo de «Embassy Cat», Michi tenía cuentas en Twitter e Instagram con más de 30 000 seguidores en la primera, habiendo ganado más de 3000 en el primer día y 6000 en la segunda; según Vox, Assange deseaba que el gato fuera una celebridad de las redes sociales, mientras que según The New Yorker era menos una mascota y más un ejercicio de marca. En mayo de 2016, «Embassy Cat» tuiteaba con regularidad, pero a finales de año había disminuido y en 2017 tuiteó solo tres veces, y en 2018 solo dos.
Las publicaciones eran típicamente imágenes lindas, con «un poco de grandilocuencia política», así como constantes juegos de palabras. Los temas incluyeron Hillary Clinton, Brexit y derechos humanos. Según The New York Times, se trataba de una extensión de la política de Assange, utilizada para «promover sus causas» además de vender camisetas, y que si el propósito hubiera sido «poner una cara bonita a la política espinosa de un fugitivo internacional», había sido eficaz.

## Reglas de la embajada
En 2018, la embajada estableció una serie de reglas internas para la residencia de Assange allí. Entre ellas se incluía que debe ser responsable del «bienestar, alimentación e higiene» de su mascota, y que si no lo hace, el gato puede ser confiscado.
Assange llevó al gobierno ecuatoriano a los tribunales por estas reglas, argumentando que violaban su derecho de asilo; según su abogado, Baltasar Garzón, las obligaciones relacionadas con su gato eran «denigrantes». La jueza Karina Martínez falló en su contra, diciendo que las «autoridades tienen derecho a decidir qué está permitido y qué no dentro del edificio».

## Vida posterior a la embajada
El periodista James Ball dijo que se ofreció a adoptar al gato, pero dijo que «supuestamente fue entregado a un refugio por la embajada de Ecuador hace años». Hanna Jonasson, miembro del equipo legal de Assange, cuestiona esto, diciendo que el gato está con la familia de Assange y «se reunirán en libertad», mientras que la embajada dijo que «fue tomado por los asociados del Sr. Assange», y agregó que «esta no es una tienda de mascotas, no tenemos mascotas aquí».
Assange habría regalado el gato en noviembre de 2018, justo después de perder su caso judicial contra las normas que exigían cuidarlo, ya que su «aislamiento se volvió insoportable» y «permitirle una vida más sana».